# Bata verde de Scarlett O'Hara
La bata verde de Scarlett O'Hara (en inglés: Scarlett O'Hara's green robe o Scarlett O'Hara's green dressing gown) es un traje que la actriz Vivien Leigh lució en la película Lo que el viento se llevó (1939).

## Historia

### Contexto
David O. Selznick, productor del filme junto con la Metro-Goldwyn-Mayer (MGM), pagó $50 000 por los derechos de la novela en la que se basa la película y, con el fin de generar una gran publicidad inmediata en torno a ella, comenzó una búsqueda a nivel nacional de la actriz que interpretaría el papel de Scarlett O'Hara, siendo este el primer casting masivo de la historia del cine. Este proceso, con una duración total de dos años y un coste superior a $100 000, llevó a la realización de una gira por todo Estados Unidos para entrevistar a más de 1400 mujeres anónimas y a alrededor de cien actrices consagradas, llegando 400 de ellas a realizar pruebas y siendo las favoritas, entre otras: Jean Arthur, Lucille Ball, Miriam Hopkins, Tallulah Bankhead, Bette Davis, Claudette Colbert, Joan Crawford, Loretta Young, Paulette Goddard, Joan Fontaine, Katharine Hepburn, Olivia de Havilland, Carole Lombard, Norma Shearer, Barbara Stanwyck y Margaret Sullavan. Finalmente, un total de diecinueve fueron seleccionadas para realizar pruebas de cámara: Louise Platt, Tallulah Bankhead, Linda Watkins, Adele Longmire, Haila Stoddard, Susan Hayward, Dorothy Mathews, Brenda Marshall, Anita Louise, Margaret Tallichet, Frances Dee, Nancy Coleman, Marcella Martin, Lana Turner, Diana Barrymore, Jean Arthur, Joan Bennett, Paulette Goddard y Vivien Leigh, siendo estas dos últimas las únicas que realizaron pruebas de cámara en color. La búsqueda de la actriz que interpretaría el papel de Scarlett recibió una cobertura mediática sin precedentes; algunas fuentes sin confirmar afirman que Leigh ya había sido contratada en febrero de 1938, hecho que se habría guardado en el más absoluto secreto con el fin de mantener el nivel de expectación, aunque de lo que sí hay constancia es de que se llevó a cabo una encuesta a 100 personas a las que se cuestionó sobre quién consideraban que debía interpretar a Scarlett, obteniendo Leigh tan solo un voto. Pese a no ser favorita, la actriz británica se alzaría con el triunfo en medio de una gran sorpresa tanto de crítica como de público, aunque diversas fuentes han constatado que Myron Selznick, hermano del productor y representante de Leigh, promovió a la actriz para que consiguiese el papel.: 405–406 

### Creación

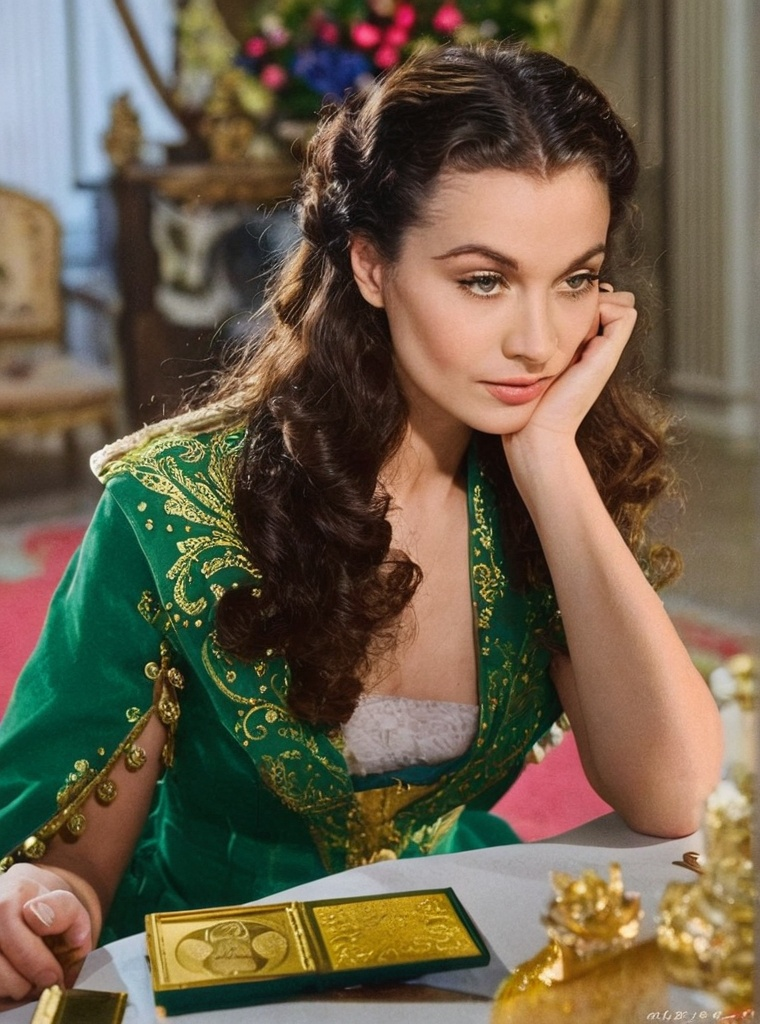
Vivien Leigh en Lo que el viento se llevó (1939).

El vestuario de la película corrió a cargo de Walter Plunkett; incorporado al proyecto en 1936, el diseñador se embarcó a modo de preparación durante cuatro meses en un viaje de investigación no remunerado por el sur de Estados Unidos (Atlanta, Savannah y Charleston), contando únicamente con un contrato sin exclusividad por el que se le pagarían $600 a la semana en los dos meses de preproducción y $750 por cada siete días de rodaje, además de una carta de presentación dirigida a Margaret Mitchell, autora del libro en el que se basa el filme, a quien visitó en su casa de Georgia. Gracias a Mitchell, Plunkett conoció el ingenio de las mujeres de aquella época, las cuales usaban piedras y cáscaras de nueces como botones y ramas de espino como broches para poder confeccionar la ropa durante el bloqueo al que la Unión sometió a los estados sureños durante la guerra de Secesión. En los museos de las Hijas de la Confederación de Savannah y Charleston, Plunkett obtuvo trozos de telas cortadas de los dobladillos de trajes auténticos, los cuales solían estar decorados con diminutos estampados, creando más de 5000 prendas para cincuenta personajes y un centenar de extras. En lo que respecta al vestuario del personaje de Scarlett, para quien elaboró treinta y cinco conjuntos, Plunkett empleó los tejidos y los colores con el fin de enfatizar y subrayar los acontecimientos más destacados de la vida de la protagonista, empleando organdí, tul, algodón y tonalidades luminosas para vestirla en sus años de juventud, y tejidos como seda y terciopelo oscuro a medida que madura y se enfrenta a situaciones dramáticas.
A su vez, Plunkett tomó la decisión de incluir varios códigos de color para el personaje de Scarlett en función de las situaciones plasmadas. De esta forma, para las escenas de seducción el diseñador optó por el color verde, siendo ejemplo de ello el vestido escotado que Scarlett lleva a la barbacoa en Twelve Oaks, así como el traje elaborado con cortinas de terciopelo que la protagonista luce cuando acude a la cárcel a visitar a Rhett Butler. Para las escenas pasionales, violentas y de tensión, Plunkett escogió el rojo, siendo este el color del llamativo vestido que Rhett obliga a Scarlett a llevar a la fiesta de cumpleaños de Ashley Wilkes, el color de la bata de terciopelo que luce en la posterior discusión con su marido, y también el tono del traje que lleva puesto cuando su hermana Suellen descubre que Scarlett se ha casado con su prometido Frank Kennedy. Por último, para las escenas de peligro se decantó por el color azul, destacando el vestido que Scarlett lleva puesto cuando es asaltada en un puente camino del aserradero así como los trajes que lucen ella y su hija Bonnie cuando esta última cae del caballo. Los únicos vestidos que constituyen excepciones a estos códigos son el traje de novia, los atuendos de luto, el vestido rosa de la huida de Atlanta, el vestido blanco y rojo que lleva puesto cuando se despide de Ashley antes de que este regrese al frente, la bata verde que viste durante una discusión con Rhett, la bata naranja que luce cuando cae por las escaleras, y el traje blanco con volantes mostrado al inicio de la película.: 15 
El excesivo volumen de trabajo hizo imposible que Plunkett se ocupase por sí solo del guardarropa, contando por ende con la asistencia de varias ayudantes: «Tenía dos mujeres que me ayudaban, cortadoras y ajustadoras, cada una con su propio equipo de costureras, además de un equipo de modistas. Casi todo se hacía desde cero».: 39  Del mismo modo, el diseñador pintó más de 375 bocetos de vestuario con la ayuda de varios artistas:

Había tantos bocetos que hacer que teníamos alrededor de nueve o diez artistas trabajando, porque teníamos prisa. En la MGM, estuve diseñando muchas películas a la vez, no podía conseguir la tela, observar la elaboración de las prendas, supervisar las pruebas, y aún así hacer los bocetos, de modo que tuve la asistencia de otros. Solo el productor David O. Selznick tenía la aprobación del vestuario, y me pidió específicamente que no le mostrase ninguno de los bocetos a Vivien Leigh, ¡pero lo hice de todas formas! En otras películas, mostraba los bocetos a productores y directores, y ni siquiera los miraban. «Para eso es para lo que te contratamos», decían. No me di cuenta de que Selznick había hecho una solicitud para que otros diseñadores de vestuario enviaran bocetos para Lo que el viento se llevó, suponiendo que otro diseñador podría hacer un mejor trabajo que yo. Después de que cada diseñador de Hollywood hubiese enviado su trabajo, le confronté y le pregunté qué estaba pasando exactamente. Me dijo que nunca tuvo la intención de reemplazarme; solo quería que trabajase más duro y me aseguró que mi trabajo era espléndido. Le dije: «Muchas gracias».: 318 

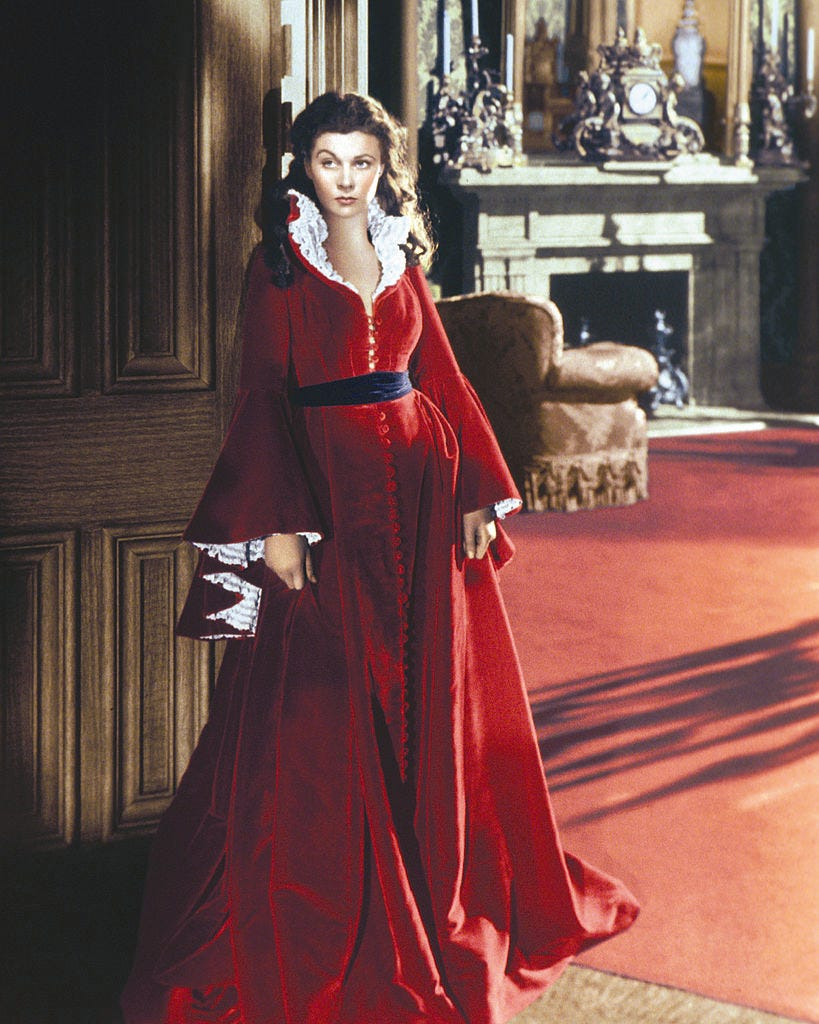
Vivien Leigh en Lo que el viento se llevó (1939). El atuendo de la imagen, lucido durante una violenta discusión entre Rhett y Scarlett, se ajusta a los códigos de color a diferencia de la bata verde.

Inicialmente, antes de la introducción de los códigos de color, tanto Plunkett como Selznick consideraron que el público querría ver los trajes tal y como Mitchell los describía en su libro.: 194  De acuerdo con Plunkett: «A Selznick no le interesaba la precisión. Investigué en el sur porque pensé que era necesario. Selznick estaba mucho más preocupado por ser fiel a Margaret Mitchell. Si él se oponía a un diseño, solo tenía que señalarle una de sus descripciones en la novela y quedaba satisfecho. La película no tuvo nada que ver con la historia».: 164–166  Sin embargo, la bata, al igual que otros atuendos, no figura descrita, lo que desde el principio dio a Plunkett una amplia libertad a la hora de realizar el diseño, si bien en el libro se indica que la prenda que el personaje luce en ese momento es un vestido de calle puesto que acaba de volver del aserradero, mientras que el color no se ajusta a los códigos puesto que en dicha escena Scarlett y Rhett mantienen una fuerte discusión, lo que hubiese requerido una prenda de color rojo, aunque existe la posibilidad de que el diseñador decidiese contravenir esta regla cromática debido a que en una secuencia posterior Scarlett luce una bata de color rojo durante un fuerte altercado con su marido, por lo que Plunkett, con el fin de no repetir la tonalidad, habría optado por variar el color. El diseñador se vio limitado sin embargo por el Technicolor tal y como declaró Selznick: «Sé por hablar con Walter Plunkett que nadie se siente tan mal como él por las limitaciones que le han impuesto. Pero si vamos a escuchar completamente a los expertos en Technicolor, también podríamos eliminar por completo a los artistas que están en nuestros propios departamentos de decorado y vestuario y dejar que la compañía Technicolor diseñe la película para nosotros».: 166  A esto se sumó la problemática del coste, pues el presupuesto original del guardarropa era de $80 000, cifra que terminaría aumentando a $157 000 para el final del rodaje, costando las labores de lavandería más de $10 000 debido a que las prendas necesitaban ser limpiadas a diario;: 10  Selznick se encargó de dar gran publicidad al vestuario del filme asegurando que era el más caro jamás creado para una película, lo que perjudicaría seriamente a Plunkett:: 194–195 

Pensó que le convendría decir que la ropa de Lo que el viento se llevó fue la más cara hecha para una película, y Plunkett era el diseñador más caro y extravagante. Cuando terminamos la película, salí a buscar trabajo, y nadie quería tocarme. Después de bastante tiempo, Joan Blondell tenía próximamente una película y tenía el control de a quién se contrataba, así que preguntó por mí. No le importaba cuán caro fuese (lo cual no era cierto de todos modos), Selznick me había recortado el sueldo.: 194–195 

### Deterioro
El vestuario del filme sufrió un notable deterioro como consecuencia de las numerosas exposiciones de las que fue objeto. Con el fin de promover la película, la MGM decidió que los trajes participasen en una gira por diferentes teatros a nivel nacional e internacional. Los vestidos fueron enviados en primer lugar de Culver City, sede de la MGM, a Atlanta, donde el vestuario fue guardado bajo llave en habitaciones de hotel, viajando posteriormente a Nueva York; Selznick International Productions, Inc. (SIP) fungió como responsable durante el primer traslado, corriendo esta responsabilidad por cuenta de la propia MGM en los viajes posteriores. Selznick, quien deseaba que alguien designado tanto por SIP como por MGM se encargase del cuidado de los atuendos, mostró su preocupación por la falta de organización de estas exhibiciones en un comunicado el 15 de noviembre de 1939 a Howard Dietz, director de publicidad de los estudios: «El mantenimiento, la gestión y el cuidado del material deben organizarse de tal manera que no se dañe en su primer uso, que pueda usarse decenas y decenas de veces y que nos sea devuelto en buen estado». Klune transmitió el 21 de noviembre la preocupación de Selznick a Katherine Brown, representante de los estudios en la Costa Este, recordando desastrosas experiencias pasadas en las que varias prendas prestadas fueron devueltas como «una bolsa de trapos» tras una sola exhibición. Ese mismo día Brown recibió un comunicado de Selznick en el cual el productor le pedía que los trajes fuesen usados «con moderación y por separado, dividiéndolos para que cada ciudad tenga unos pocos para fines de explotación», radicando parte de esta solicitud en motivos económicos. De acuerdo con las leyes entonces vigentes en California, cada prenda debía ser limpiada en seco antes de su regreso a los estudios tal y como figura en un acuerdo con la Atlanta Junior League con motivo del préstamo del guardarropa para las festividades por el estreno de la película, constando en dicho acuerdo que se debían pagar «$5,00 por cada vestido por la limpieza que exige la Ley del Estado de California» (el 12 de febrero de 1940, en un telegrama a Selznick, Brown dejó patente que «la limpieza constante es la cosa más dañina para los trajes»). El poco cuidado con el que la ropa fue tratada, los traslados y las sucesivas limpiezas terminarían por causar estragos en las telas, circunstancia agravada por el hecho de que los atuendos fueron empacados en baúles y cajones probablemente de madera, material que desprende gases los cuales causan manchas y decoloración, aparte de que las prendas pudieron haber sufrido alguna que otra deformación como resultado de haber sido colgadas o dobladas. De acuerdo con la correspondencia conservada, los vestidos se enviaron en primer lugar a Atlanta, donde fueron expuestos junto con varias joyas de la época de la guerra en una sala adyacente a un salón de baile custodiada por guardias armados, tras lo cual serían enviados a Nueva York y de allí conducidos a Los Ángeles para los respectivos estrenos, participando posteriormente en una gira por todo el país y decidiéndose en febrero de 1940 que todas las prendas fuesen enviadas de regreso a Culver City puesto que los ingresos generados en su exhibición no compensaban los costes según un comunicado de Brown fechado el 12 de ese mes. Finalmente, tras una gira nacional e internacional de año y medio, en agosto de 1941 el vestuario fue devuelto a SIP, pasando varios atuendos (entre ellos la bata verde) a formar parte de la colección privada de Selznick.: 13–16, 70 : 53 

### Restauración

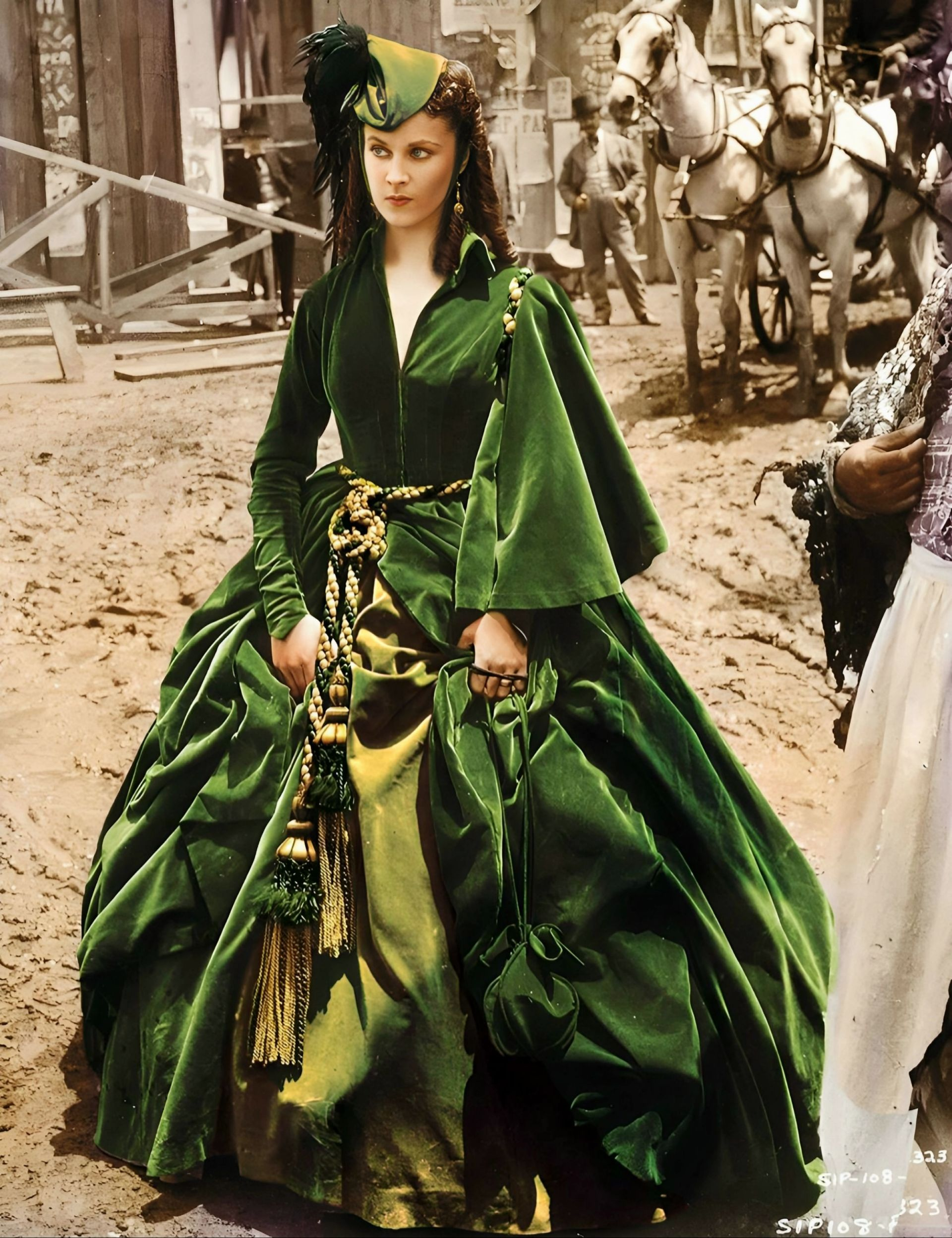
Vivien Leigh en Lo que el viento se llevó (1939). El atuendo de la imagen, conocido como vestido cortina, fue restaurado junto con la bata verde.

A diferencia de otras prendas icónicas del cine, como el vestido de Glinda, el vestido Letty Lynton y el vestido Cheek to Cheek (presumiblemente perdidos), la bata verde de Lo que el viento se llevó se ha conservado gracias a Selznick, quien durante décadas la guardó junto con otros atuendos del filme en su colección privada, compuesta por 5000 cajas, entre las cuales se guardaban ropa, películas, papeles y pinturas entre otros artículos. En 1980, debido al incremento de los gastos ocasionados por el almacenaje, los hijos del productor tomaron la decisión de donar la colección al Harry Ransom Center, de la Universidad de Texas, institución que requirió de dos años para poder catalogar todas las piezas. En 2010 se hizo público que se procedería a restaurar los vestidos (cinco en total) con el fin de poder exhibirlos en 2014 con motivo del 75.º aniversario del estreno del filme (antes de su reparación los trajes, deteriorados por la presencia de agujeros, desgarros, áreas deshilachadas y costuras sueltas, fueron almacenados en condiciones controladas de humedad y envueltos en papel libre de ácido). En agosto de 2010, el Harry Ransom Center anunció que se necesitaban $30 000 para proceder a la reparación de los vestidos, los cuales, dada su antigüedad, corrían el riesgo de desaparecer; según declaraciones de Jill Morena, asistente de la institución:

Hay zonas donde la tela se ha desgastado, costuras frágiles y otros problemas. Estos vestidos han estado sometidos a mucha tensión.

El Ransom Center recibió el vestuario (incluyendo el vestido de cortina verde de O'Hara, el vestido de terciopelo verde, el vestido de gala borgoña, el camisón de terciopelo azul y su vestido de novia) a mediados de la década de 1980 como parte de la colección del productor de Lo que el viento se llevó, David O. Selznick. Para entonces, ya habían pasado décadas en exhibiciones itinerantes en teatros y habían estado en préstamo en el Museo Metropolitano de Arte de Nueva York.

El vestuario cinematográfico no está hecho para durar. Solo está hecho para durar todo el rodaje. No lo encontraréis tan terminado como si lo compraseis en una tienda.

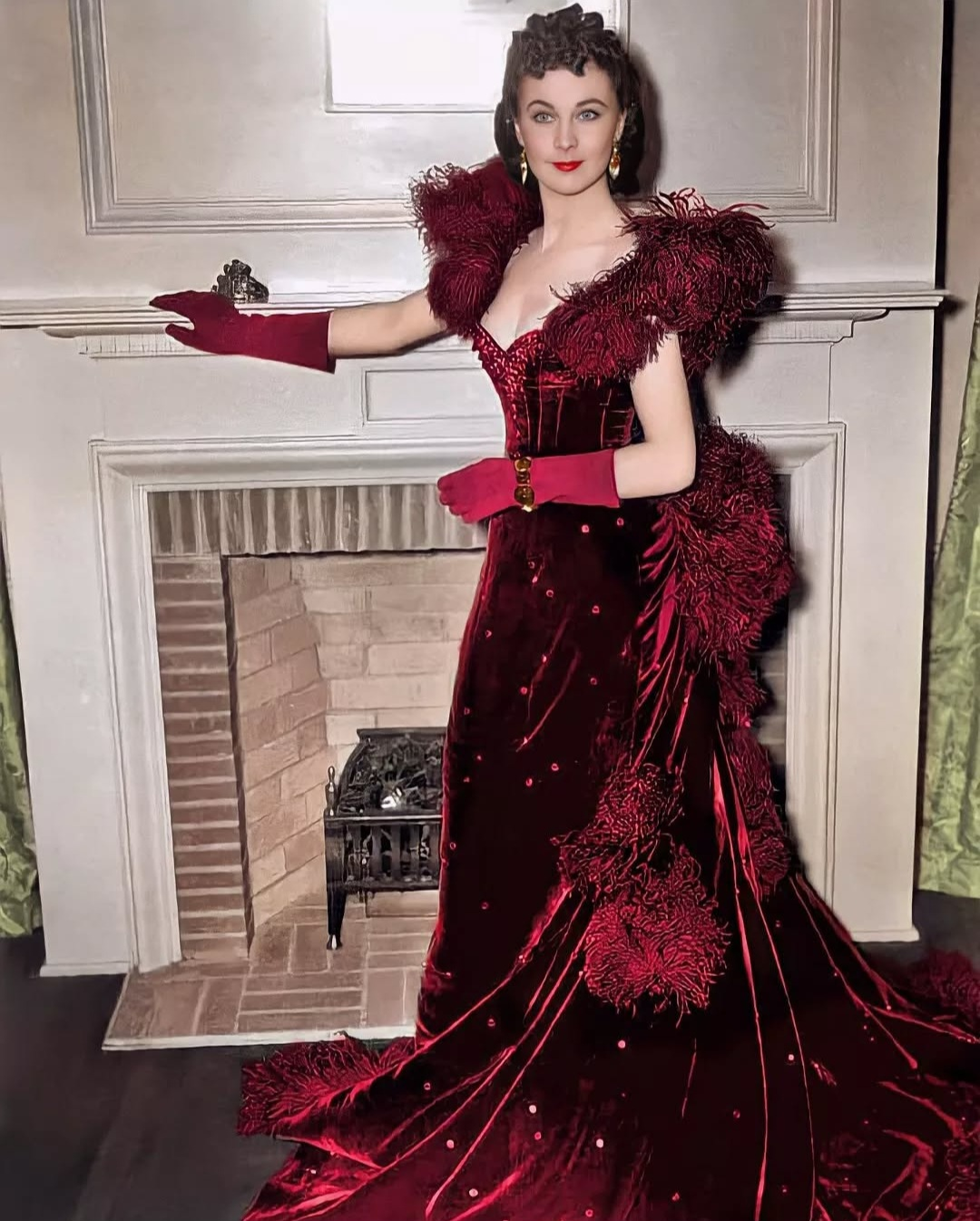
Vivien Leigh en Lo que el viento se llevó (1939). El atuendo de la imagen, lucido durante la escena del cumpleaños de Ashley, fue restaurado junto con la bata verde.

La institución logró recaudar en apenas tres semanas el dinero necesario gracias a las donaciones de más de 600 particulares de Estados Unidos y otros trece países, anunciando el curador Steve Wilson que «estas generosas donaciones confirman que a los innumerables fanes de la película realmente les importan. […] Las donaciones permitirán al Ransom Center restaurar los vestidos y adquirir fundas protectoras y maniquíes a medida para exhibirlos de acuerdo con las mejores prácticas y estándares de conservación». Una vez obtenido el dinero, Nicole Villarreal, ingeniera en diseño textil y moda, analizó por alrededor de siete meses los tejidos al microscopio y elaboró informes detallados sobre las costuras, los colores, las telas y las reparaciones a las que cada prenda fue sometida, contando para ello con la ayuda de Cara Varnell, Maggie Houdmann, Xiaowen Guo y Jinjiang Yan.: v  Las labores de restauración comenzaron en julio de 2011 y se extendieron hasta la primavera de 2012, siendo el vestido usado por Scarlett en la secuencia en la que visita a Rhett en la cárcel (conocido como vestido cortina), el vestido rojo de la escena del cumpleaños de Ashley y la bata verde los únicos atuendos en ser reparados; para su conservación se invirtieron 180 horas destinadas a reforzar minuciosamente las áreas debilitadas y a corregir restauraciones anteriores, existiendo el problema de que al ser prendas adaptadas a la moda de la década de 1930, algunas de las técnicas empleadas en su confección eran únicas. La bata, a simple vista la prenda mejor conservada de las cinco, presentaba sin embargo daños de diversa consideración tales como agujeros, aberturas, hilos y lentejuelas sueltas, y desgarros en la zona de la falda y las mangas causados por haber sido estas áreas sometidas a una gran tensión. Pese a que en su mayoría la pieza se hallaba intacta, las fibras del tejido estaban empezando a envejecer, lo que a su vez provocaba que el daño comenzase a acumularse de manera gradual, circunstancia que derivaría en un gran perjuicio al tratarse de un atuendo confeccionado en seda sometido a un gran peso; este inconveniente estaba causando la desintegración de la tela a lo largo de un total de cuatro costuras, lo que requirió un refuerzo en estas áreas, tarea acometida por Varnell. En general, los trajes se habían deshilachado con el paso del tiempo debido a que fueron confeccionados con gruesas telas de reducida durabilidad, debiendo repararse tanto costuras como cinturas caídas; según declaraciones de Morena: «Todas esas áreas habrían empeorado. Todas las partes vulnerables han sido estabilizadas. Ha sido un éxito. No hubiéramos sido capaces de exhibirlos sin este esfuerzo». La bata, a diferencia del vestido rojo y el vestido cortina, no participó en la exposición Hollywood Costume, celebrada entre el 20 de octubre de 2012 y el 27 de enero de 2013 en el Victoria and Albert Museum de Londres, debido a que no se encontraba en condiciones de realizar un viaje transoceánico, por lo que se decidió que permaneciese guardada en la institución a temperatura y humedad controladas, aunque sí figuraría en la exposición The Making of Gone With The Wind, celebrada del 9 de septiembre de 2014 al 4 de enero de 2015 en el Harry Ransom Center.
El hecho de que Selznick guardase la bata en su colección privada pudo evitar que corriese con la misma suerte que otros trajes icónicos del cine, pues se podría haber reutilizado para otros filmes y haberse desgastado con el uso, lo que podría haber llevado a que el atuendo fuese tirado a la basura sin saberse siquiera en qué películas había aparecido (varios trajes del filme serían reciclados para otras películas, tras lo cual serían tirados a la basura o vendidos en la subasta de la MGM en 1970), aunque cabe destacar que la bata fue reciclada en al menos una ocasión ya que fue lucida por una modelo con motivo de la exposición Romantic and Glamorous Hollywood Design, celebrada en el Museo Metropolitano de Arte de Nueva York del 21 de noviembre de 1974 al 9 de enero de 1975. También un deficiente almacenaje podría haber deteriorado la tela, pues las perchas de madera, conocidas por su alto contenido en ácido, solían provocar que los vestidos se desgarrasen en la zona de los hombros, mientras que por otro lado, el atuendo pudo haber corrido el riesgo de ser robado; durante muchos años los estudios no tuvieron ningún tipo de cuidado con los trajes, accesorios, guiones y demás elementos vinculados a las películas que producían, sin ser conscientes del alto valor que acabarían teniendo en el futuro (a menudo los empleados se llevaban estos objetos como recuerdo sin permiso, sabedores de que a los directivos no les importaba esta sustracción de material). Otra posibilidad que Selznick pudo haber evitado fue que la bata se modificase para su uso en otros filmes, lo que habría provocado la pérdida parcial del traje a la par que una considerable reducción de valor a nivel artístico e histórico. La modificación de prendas en la industria del cine para su reciclaje ya era habitual entonces, destacando el caso de tres vestidos facturados por Gilbert Adrian: el traje de chifón de Greta Garbo en Camille (1936), completamente modificado para Joan Fontaine en Rebecca (1940); el vestido de Glinda, originalmente lucido por Jeanette MacDonald en San Francisco (1936) y severamente modificado para Billie Burke en El mago de Oz (1939); y otro traje de MacDonald de la misma película, levemente alterado para Gracie Allen en Honolulu (1939).

## Descripción

### Diseño
La bata se caracteriza por poseer una cintura ajustada y ser ceñida en la zona del corpiño, destacando una amplia falda de estructura triangular con cola y unas prominentes mangas, largas hasta el suelo con abertura desde los hombros, siendo a su vez la prenda abierta en el frente desde el cuello hasta los pies y hallándose dotada de unas solapas de gran anchura a modo de hombreras las cuales se prolongan hasta el suelo dibujando un trapecio. El atuendo está confeccionado en terciopelo de chifón de seda y tafetán, decorándose en el cierre frontal (compuesto por cinco botones) y en las aberturas de las mangas (equipadas con diez botones cada una) con bordados en hilo metálico (brocado), lentejuelas y abalorios de rocalla.

### Anacronismos

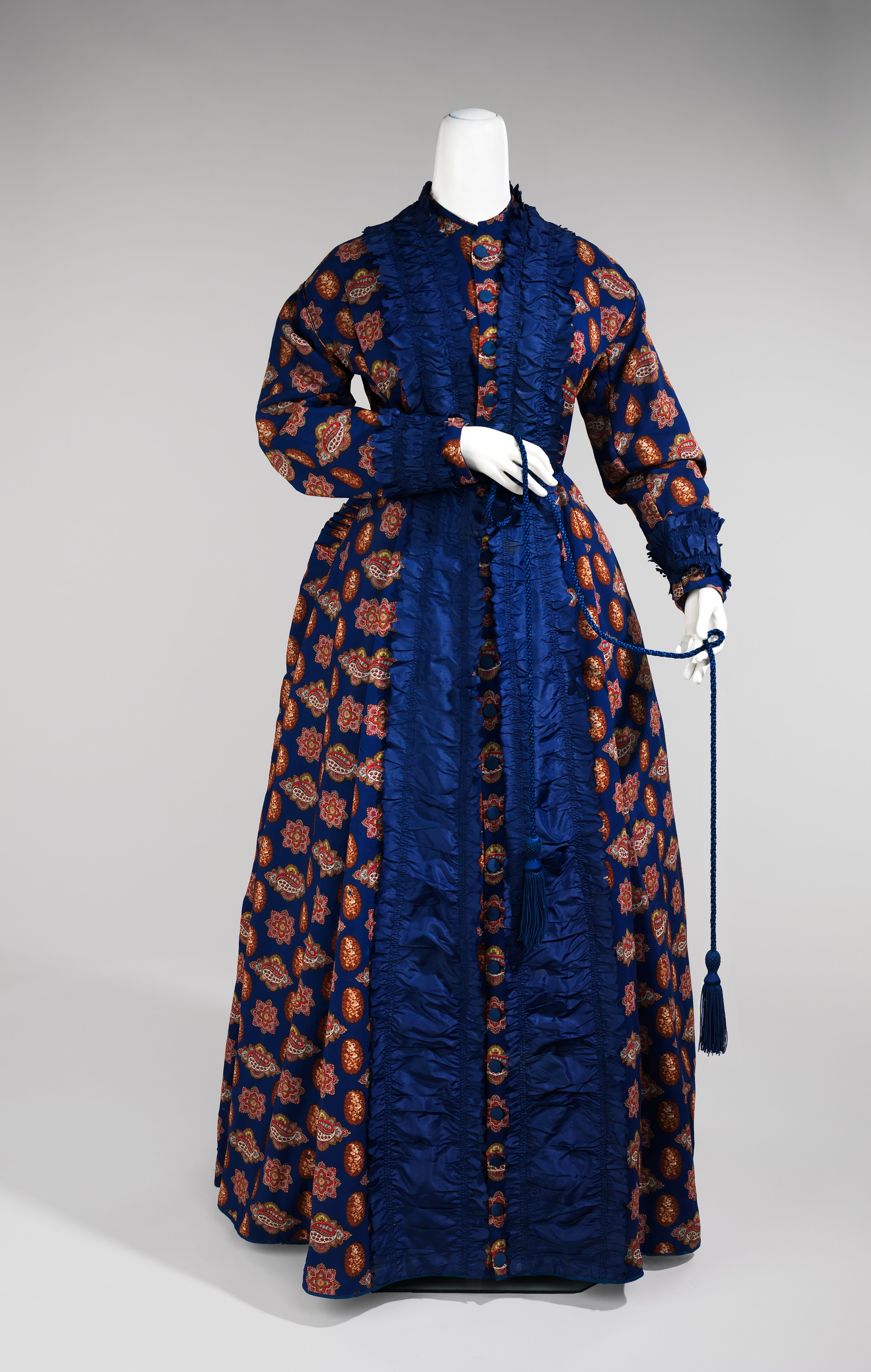
Bata de lana y seda (c. 1865-1875). Museo Metropolitano de Arte de Nueva York.

En su diseño, Plunkett se inspiró en algunos de los adornos y bordados típicos de finales de la década de 1860, aunque con el fin de adaptar la prenda a los gustos de los años 1930, el diseñador simplificó los ornamentos y adelgazó la silueta, aunque el detalle más anacrónico de todos lo constituye la clase de manga empleada, la cual, en desuso en el siglo xix, gozó de gran popularidad entre las damas de la aristocracia del siglo xv y viviría un segundo periodo de esplendor a comienzos del siglo xx (es posible que Plunkett se inspirase en prendas de la corte rusa de la primera década de la centuria, destacando por su gran parecido una bata fechada hacia 1900). Las batas de mediados del siglo xix, concretamente las de la década de 1860, solían contar con mangas cerradas largas hasta el puño de gran holgura así como con un corpiño el cual no se ceñía a la figura, haciendo gala por lo general de una silueta que únicamente se ajustaba a la altura del talle, por lo que no revelaban la forma del cuerpo, aunque algunas de ellas prescindían de ajustarse a la cintura, desdibujando por completo la silueta con el fin de resultar más recatadas a la par que cómodas, estando la mayoría confeccionadas en tejidos tales como lana, algodón o lino, más apropiados para este tipo de prendas que el terciopelo o el brocado, todo lo cual hace que la bata verde de Scarlett resulte totalmente anacrónica, siendo una de las prendas del filme que presentan mayor carencia de rigor histórico.

### Análisis
Uno de los colores más distintivos de Scarlett es el verde, el cual se erige en el filme como un símbolo de sensualidad y seducción, si bien la bata es mostrada en una escena cargada de gran tensión puesto que en ella Scarlett, en un alarde de vanidad por temor a perder su figura, informa a Rhett de que ya no quiere tener más hijos, lo que desemboca en una fuerte discusión cuando este la amenaza con el divorcio. A mayores, la tonalidad funge como un elemento patriótico al ser el verde el color del nacionalismo irlandés, clara referencia a los orígenes del padre de Scarlett, quien se enorgullecía de que por sus venas corriese sangre irlandesa, revelando además el origen paterno de la rebeldía que caracteriza al personaje. La bata, además de hacer gala de la autodeterminación de Scarlett, quien ante la obstinación de Rhett opta por desafiarlo asegurándole que cerrará su dormitorio con llave para no tener que compartir el lecho con él, deja al descubierto varios de sus atributos físicos al marcar su figura y acentuar su cintura, rasgo físico del que siempre ha presumido y que la maternidad ha deteriorado al aumentar sus medidas, defecto que ni siquiera con el uso de un corsé puede solventar. Con este atuendo, dotado de cierta sensualidad en un momento en que Scarlett necesita reafirmar su feminidad para satisfacer su ego, la protagonista se está mostrando deliberadamente como una mujer transgresora que está dispuesta a desafiar las convenciones sociales al mostrar abiertamente su negativa a cumplir con sus deberes conyugales, los cuales pretende evadir no solo por su temor a un nuevo embarazo que la acerque aún más a la vejez que tanta aversión le produce, sino también por el amor que aún siente por Ashley, todo lo cual desembocará más tarde en una violenta discusión con Rhett, quien, en estado de embriaguez, abusará sexualmente de su esposa, quien para la ocasión vestirá una bata de color rojo, tonalidad que a diferencia del verde sí se corresponde con los códigos impuestos por Plunkett.

## Legado
En los Premios Óscar de 1940, durante el discurso que Selznick dio al recoger su galardón como mejor productor, declaró lo siguiente: «Es una lástima que no haya también un premio de la academia para los diseñadores de vestuario, porque Walter Plunkett lo habría recibido».: 318  De acuerdo con Plunkett: «No creo que fuese mi mejor trabajo o siquiera lo más grande que he hecho. Pero esa película, desde luego, continuará por siempre». La popularidad del atuendo, considerado junto con el resto del vestuario del filme como una de las prendas más famosas de Hollywood, ha llevado a su reproducción a medida para su venta al público y a la creación de una réplica por parte de Gene London a petición de Ted Turner en 1989, destacando así mismo su aparición en una gran variedad de productos relacionados con la película, entre otros: una caja de música de The San Francisco Music Box & Gift Company en los años 1970; un tarro de galletas de Vandor en 1989; un plato de W. S. George Fine China en 1992; una muñeca de Paul Crees en 1995; adornos de Hallmark en 2004 y 2019; una réplica en miniatura para una muñeca de Franklin Mint en 2009; una figura de Jim Shore en 2014; y una muñeca de Madame Alexander en 2017.